# كارل مالمستين

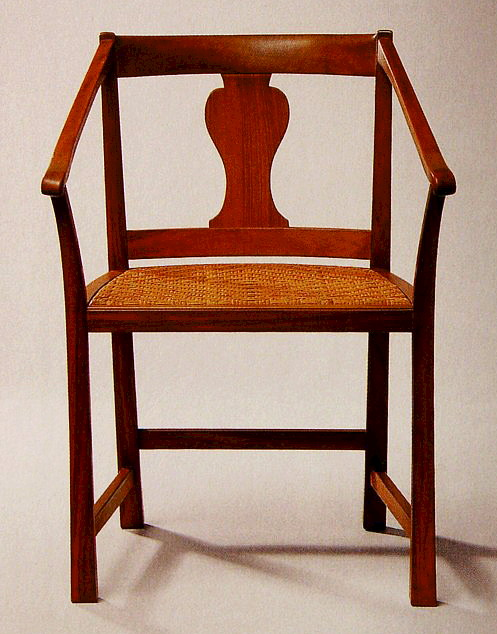
كرسي صممه كارل مالمستين سنة 1915

كارل مالمستين هو مهندس معماري ومصصم أثاث سويدي، ولد 7 ديسمبر 1888 وتوفي في 13 أغسطس 1972، وهو ابن الطبيب كارل آدم مالمستين، وحفيد الطبيب بير هنريك مالمستين.
عرف بسبب اهتمامه ببعض الحرف التقليدية السويدية ومعارضته للوظائفية أو الوظيفية.